# Sergio Hernández (ciclista)
Sergio Hernández es un ciclista profesional estadounidense, nacido el 8 de enero de 1985.
Debutó como profesional en 2007 con el polémico equipo estadounidense Rock Racing. En la actualidad se encuentra en el Jelly Belly cycling Team.

## Palmarés
2007
- 1 etapa del International Cycling Classic

## Equipos
- Rock Racing (2007-2009)
- Jelly Belly Cycling Team (2010-2011)